# Comitato Olimpico Nazionale della Repubblica del Tagikistan
Il Comitato Olimpico Nazionale della Repubblica del Tagikistan (noto anche come Национальный олимпийский комитет Республики Таджикистан in russo) è un'organizzazione sportiva tagica, nata nel 1992 a Dušanbe, Tagikistan.
Rappresenta questa nazione presso il Comitato Olimpico Internazionale (CIO) dal 1993 ed ha lo scopo di curare l'organizzazione ed il potenziamento dello sport in Tagikistan e, in particolare, la preparazione degli atleti tagichi, per consentire loro la partecipazione ai Giochi olimpici. L'associazione è, inoltre, membro del Consiglio Olimpico d'Asia.
L'attuale presidente del comitato è Emomali Rahmon, mentre la carica di segretario generale è occupata da Bahrullo Radzhabaliev.